# Cachoeira do Riachinho
A Cachoeira do Riachinho  é uma queda d'água localizada no leito do rio Riachinho, no distrito de Caetê-Açu da cidade brasileira de Palmeiras, Chapada Diamantina, região central da Bahia.

## Turismo
É uma importante atração turística do distrito e ali foi criado, em 2001, o Parque Natural Municipal do Riachinho com intuito de proteger a área.
Em 2016 o local sofreu ações para a melhoria do acesso, As visitas são geralmente relacionadas com a trilha até a Cachoeira da Fumaça, que fica próxima dela, embora a atração tenha por sim mesma atrativos bastantes para merecer  que é mantido pela Associação dos Condutores de Visitantes do Vale do Capão (ACV-VC), sendo cobrada uma pequena taxa por pessoa, com isenção aos idosos.

## Descrição
Constitui-se numa cascata situada a 911 metros de altitude, com uma altura de 15 metros, tendo acesso por uma trilha de 500 metros a partir da estrada que liga a sede da cidade à vila do Vale do Capão, considerada de grau leve.
Segundo estudo da Companhia de Pesquisa de Recursos Minerais a queda "está instalada no contato entre conglomerados polimíticos, depositados em ambientes de leques aluviais, e arenitos rosados. Ambas as litologias pertencem à formação Tombador e afloram no local em estrutura monoclinal, com caimento para NW."